# بيلي ديفلين
بيلي ديفلين (بالإنجليزية: Billy Devlin)‏ مواليد 7 أكتوبر 1969 في نيويورك، نيويورك، هو ممثل أمريكي.

## الأعمال
- الصخرة
- كون إير
- أرمجدون
- ساعة الذروة
- رحل في ستين ثانية
- الكنز الوطني: كتاب الأسرار
- جي-فورس

## روابط خارجية
- بيلي ديفلين على موقع IMDb (الإنجليزية)
- بيلي ديفلين على موقع قاعدة بيانات الفيلم (الإنجليزية)